# 부신피질 호르몬
부신겉질 호르몬(영어: adrenocortical hormone, 부신피질 호르몬)은 부신겉질에서 분비하는 호르몬이다.
인간과 다른 동물에서 부신피질 호르몬은 부신의 외부 영역인 부신 피질에서 생성되는 호르몬이다. 이러한 다환 스테로이드 호르몬은 스트레스에 대한 신체의 반응(예: 투쟁-도피 반응)에 중요한 다양한 역할을 하며 신체의 다른 기능도 조절한다. 부상, 화학적 불균형, 감염 또는 심리적 스트레스와 같은 항상성에 대한 위협은 스트레스 반응을 유발할 수 있다. 스트레스 반응에 관여하는 부신피질 호르몬의 예로는 알도스테론과 코르티솔이 있다. 이 호르몬은 또한 각각 신장과 포도당 대사에 의한 수분 보존을 조절하는 기능을 한다.

## 같이 보기
- 코르티코스테로이드